# Anthrax erythrogaster
Anthrax erythrogaster är en tvåvingeart som beskrevs av Paramonov 1935. Anthrax erythrogaster ingår i släktet Anthrax och familjen svävflugor. Inga underarter finns listade i Catalogue of Life.